# Drei Mann auf einem Pferd
Drei Mann auf einem Pferd ist ein deutscher Spielfilm von Kurt Meisel aus dem Jahr 1957. Er beruht auf dem Bühnenstück Three Men on a Horse von John Cecil Holm und George Abbott, das zuvor bereits 1936 von Mervyn LeRoy verfilmt worden war. Drei Mann auf einem Pferd erlebte am 3. Oktober 1957 in den Stuttgarter Palast-Lichtspielen seine Premiere.

## Handlung
Der etwas weltfremde Grußkartengedichteschreiber Erwin Tucke und seine Frau Ulla begehen ihren ersten Hochzeitstag. Während Ulla voller Vorfreude ist, wird Erwin erst durch seinen „besten Freund“ Clemens auf den Hochzeitstag hingewiesen. Clemens wollte Ulla eigentlich heiraten und nutzt nun heimlich jede Gelegenheit, um Erwin bei Ulla schlechtzureden. Erwin wiederum ist planlos, stiehlt einer Nachbarin die Blumen vom Balkon, um sie Ulla zu schenken, und verabredet sich mit ihr abends in der Bar, in der sich beide vor drei Jahren kennengelernt hatten.
Zu spät fällt ihm ein, dass er eigentlich gar kein Geld hat. Die letzten 50 D-Mark muss er Clemens geben, von dem er sich ein nichtfahrendes Auto hat verkaufen lassen, das er nun abbezahlt. Erwins Chef Körber hat nur große Scheine im Portemonnaie und kann keinen Vorschuss geben und so nimmt Erwin schließlich den Tipp von Sekretärin Schnack an: Er begibt sich in eine Nachtbar, wo er für eine Sängerin einen Liedtext schreiben soll, der kein „s“ enthalten darf, da die Dame lispelt.
In der Bar stellt sich heraus, dass die Sängerin niemand anderer als Kitty ist, die mit Erwin von früher bekannt ist – daher will sie ihm auch für den zu schreibenden Liedtext kein Geld bezahlen. Erwin setzt sich trotzdem hin, betrinkt sich langsam und offenbart schließlich Kittys halbseidenen Freunden Mackie, Freddy und Felix, dass er gerne bei Pferderennen für sich wette und bisher jedes Mal richtig gelegen habe. Die stets klammen Gauner testen Erwin zunächst bei einem Rennen, bei dem die Vorhersagen stimmen. Anschließend nötigen sie ihn, eine Vorhersage für eines der nächsten Rennen zu liefern. Während Erwin die Vorhersagen trifft und eigentlich zu Ulla will, wartet die am verabredeten Treffpunkt. Das frühere Restaurant ist nun eine Jazz-Kneipe geworden und schließlich ist es Clemens, der vorbeischaut und Ulla nach Hause bringt. Erwin ruft sie schließlich zu Hause an und gibt vor, noch auf Arbeit zu sein und Gedichte für Grußkarten zu schreiben.
Erst am nächsten Morgen kommt er nach Hause. Er ist betrunken und hat einen Lippenstiftkuss auf der Wange. In seinem Notizbuch findet Ulla verschiedene Frauennamen notiert. Erwin beteuert, dass es sich dabei um Pferdenamen von Rennen handelt, doch schafft es Clemens, Zweifel in Ulla zu wecken.
Erwin will eigentlich zur Arbeit, doch fangen ihn Mackie, Freddy und Felix ab. Sie sperren ihn schließlich im Lokal ein, damit er weitere Rennergebnisse für sie voraussagt. Es kommt zu Verwicklungen, als im Lokal Direktor Körber erscheint und seinen Angestellten zur Arbeit auffordern will. Ulla erwischt scheinbar Kitty mit Erwin im Bett. Auch Clemens schaut vorbei, liest einen Zettel mit einer falschen Vorhersage Erwins auf und wettet sämtliches Geld auf diese Platzierung. Er verliert alles und macht nun Erwin dafür verantwortlich. Ulla wieder lässt später Clemens fallen, da er ihr gegenüber nicht zugegeben hat zu wissen, dass die Frauen- in Wirklichkeit Pferdenamen waren.
Erwin sagt unter Mühe weitere Rennen vorher. Die Gaunertruppe gewinnt immer mehr Geld und gibt Erwin dabei stets zehn Prozent ab. Als Erwin ein Rennen vermeintlich falsch vorhersagt, kommt es zu einem Gerangel, bei dem Erwin k. o. geht. Da der „falsche“ Sieger disqualifiziert wird, trifft Erwins Aussage wieder zu und er gewinnt fast 10.000 DM. Während er noch halb benommen „Whiskey“ sagt und das Getränk als Stärkung meint, nehmen die Gauner es als Namen des siegenden Pferdes im nächsten Rennen auf, setzen alles Geld und verlieren alles. Die drei Männer geraten in Streit und schließlich beginnt im Lokal eine große Schlägerei. Ulla, die längst alle Hintergründe für Erwins merkwürdiges Verhalten erfahren hat, kommt vorbei, um ihren Mann abzuholen und beiden gelingt es schließlich, das Lokal unbeschadet zu verlassen. Erwin hat als einziger seinen Wettgewinn retten können.

## Kritik
Der Spiegel befand 1957:

„Dem Bühnenklamauk […] ist die vom Regisseur Kurt Meisel besorgte Übertragung auf Eastman-Color recht schlecht bekommen: Die Pointen fallen spärlich und mühsam, was nicht nur auf die Verlegung des Schauplatzes vom Broadway der späten zwanziger Jahre in die bundesdeutsche Gegenwart zurückzuführen ist, sondern auch auf jene seltsame Auffassung vom Wesen des Humors, die in einer breit ausgemalten Massenprügelei den Gipfel der Heiterkeit erblickt.“

Der film-dienst schrieb 1957: „Leider läßt der Film nicht viel von der Beschwingtheit seiner Vorlage erkennen. […] Wenn es gelegentlich bewegter zugeht, rutscht der Film gleich in den platten Klamauk, und auch die witzigen Alleingänge einiger Darsteller können ihn nicht retten. Unnötige Zweideutigkeiten beeinträchtigen seinen Wert zusätzlich.“
Das 1990 vom film-dienst herausgegebene Lexikon des Internationalen Films nannte den Film einen „zu laut geratene[n] Gauner-Schwank“.
Cinema befand: „Bieder-deutsche Antwort auf das peppige Mervyn-LeRoy-Original von 1936. Fazit: Harmloser Schwank um Geld und Deppen.“